# Tour de Yorkshire de 2019
A 5.ª edição de Tour de Yorkshire foi uma carreira de ciclismo de estrada por etapas que se celebrou no Reino Unido na região de Yorkshire entre 2 e 5 de maio de 2019 com início na cidade de Doncaster e final na cidade de Leeds sobre um percurso de 617,5 quilómetros.
A prova pertenceu ao UCI Europe Tour de 2019 dentro da categoria 2.hc (máxima categoria destes circuitos). O vencedor final foi o britânico Christopher Lawless da INEOS seguido do belga Greg Van Avermaet da CCC e o irlandês Edward Dunbar também da INEOS.

## Equipas participantes
Tomaram parte na carreira 17 equipas: 4 de categoria UCI World Team convidados pela organização; 6 de categoria Profissional Continental; 6 de categoria Continental; e a selecção nacional do Reino Unido. Formando assim um pelotão de 130 ciclistas dos que acabaram 93. As equipas participantes foram:
| Equipes WorldTeam (4)- CCC Team - Ineos - Katusha-Alpecin - Dimension Data Equipes profissionais Continentais (7)- Euskadi Basque Country-Murias - Hagens Berman Axeon - Roompot-Charles - Rally UHC Cycling - Riwal Readynez - Vital Concept-B&B Hotels - Total Direct Énergie Equipes Continentais (6)- Canyon DHB p/b Bloor Homes - Madison Genesis - Ribble Pro Cycling - Vitus Pro Cycling - SwiftCarbon Pro Cycling - Team Wiggins Le Col Equipe nacional- Grã-Bretanha |
| |

## Percorrido
O Tour de Yorkshire dispôs de quatro etapas para um percurso total de 617,5 quilómetros, dividido em duas etapas planas, e duas etapas em media montanha.
| Etapa | Data   | Percurso                  | type            | Distância (km) | Vencedor          | Líder geral         |
| ----- | ------ | ------------------------- | --------------- | -------------- | ----------------- | ------------------- |
| 1     | 2 mai. | Doncaster – Selby         | etapa plana     | 178,5          | Jesper Asselman   | Jesper Asselman     |
| 2     | 3 mai. | Barnsley – Bedale         | etapa plana     | 132            | Rick Zabel        | Jesper Asselman     |
| 3     | 4 mai. | Bridlington – Scarborough | etapa escarpada | 132            | Alexander Kamp    | Christopher Lawless |
| 4     | 5 mai. | Halifax – Leeds           | etapa escarpada | 175            | Greg Van Avermaet | Christopher Lawless |

### 1.ª etapa
| \| Classificação por etapas \| Classificação por etapas \| Classificação por etapas \| Classificação por etapas \| Classificação por etapas \| \| Ciclista \| Ciclista \| Equipe \| Tempo \| \| \| ------------------------ \| ------------------------ \| ----------------------------- \| ------------------------ \| ------------------------ \| \| 1. \| Jesper Asselman \| Roompot-Charles \| 4h05m45s \| \| \| 2. \| Filippo Fortin \| Cofidis, Solutions Crédits \| + 0s \| \| \| 3. \| Jonas Van Genechten \| Vital Concept-B&B Hotels \| + 0s \| \| \| 4. \| Boy van Poppel \| Roompot-Charles \| + 0s \| \| \| 5. \| Gabriel Cullaigh \| Team Wiggins Le Col \| + 0s \| \| \| 6. \| Ethan Hayter \| Grã-Bretanha \| + 0s \| \| \| 7. \| Cyril Barthe \| Euskadi Basque Country-Murias \| + 0s \| \| \| 8. \| Mark Cavendish \| Dimension Data \| + 0s \| \| \| 9. \| Christopher Lawless \| Team Ineos \| + 0s \| \| \| 10. \| Rick Zabel \| Katusha-Alpecin \| + 0s \| \| |                     |                               |          |
| |                     |                               |          |
| Fonte: ProCyclingStats |                     |                               |          |
| Classificação por etapas |                     |                               |          |
| Ciclista | Ciclista            | Equipe                        | Tempo    |
| 1. | Jesper Asselman     | Roompot-Charles               | 4h05m45s |
| 2. | Filippo Fortin      | Cofidis, Solutions Crédits    | + 0s     |
| 3. | Jonas Van Genechten | Vital Concept-B&B Hotels      | + 0s     |
| 4. | Boy van Poppel      | Roompot-Charles               | + 0s     |
| 5. | Gabriel Cullaigh    | Team Wiggins Le Col           | + 0s     |
| 6. | Ethan Hayter        | Grã-Bretanha                  | + 0s     |
| 7. | Cyril Barthe        | Euskadi Basque Country-Murias | + 0s     |
| 8. | Mark Cavendish      | Dimension Data                | + 0s     |
| 9. | Christopher Lawless | Team Ineos                    | + 0s     |
| 10. | Rick Zabel          | Katusha-Alpecin               | + 0s     |

| \| Classificação geral \| Classificação geral \| Classificação geral \| Classificação geral \| Classificação geral \| \| Ciclista \| Ciclista \| Equipe \| Tempo \| \| \| ------------------- \| ------------------- \| ----------------------------- \| ------------------- \| ------------------- \| \| 1. \| Jesper Asselman \| Roompot-Charles \| 4h05m34s \| \| \| 2. \| Filippo Fortin \| Cofidis, Solutions Crédits \| + 5s \| \| \| 3. \| Jacob Hennessy \| Canyon DHB p/b Bloor Homes \| + 5s \| \| \| 4. \| Jonas Van Genechten \| Vital Concept-B&B Hotels \| + 7s \| \| \| 5. \| Kevin Vermaerke \| Hagens Berman Axeon \| + 7s \| \| \| 6. \| Daniel Bigham \| Ribble Pro Cycling \| + 10s \| \| \| 7. \| Boy van Poppel \| Roompot-Charles \| + 11s \| \| \| 8. \| Gabriel Cullaigh \| Team Wiggins Le Col \| + 11s \| \| \| 9. \| Ethan Hayter \| Grã-Bretanha \| + 11s \| \| \| 10. \| Cyril Barthe \| Euskadi Basque Country-Murias \| + 11s \| \| |                     |                               |          |
| |                     |                               |          |
| Fonte: ProCyclingStats |                     |                               |          |
| Classificação geral |                     |                               |          |
| Ciclista | Ciclista            | Equipe                        | Tempo    |
| 1. | Jesper Asselman     | Roompot-Charles               | 4h05m34s |
| 2. | Filippo Fortin      | Cofidis, Solutions Crédits    | + 5s     |
| 3. | Jacob Hennessy      | Canyon DHB p/b Bloor Homes    | + 5s     |
| 4. | Jonas Van Genechten | Vital Concept-B&B Hotels      | + 7s     |
| 5. | Kevin Vermaerke     | Hagens Berman Axeon           | + 7s     |
| 6. | Daniel Bigham       | Ribble Pro Cycling            | + 10s    |
| 7. | Boy van Poppel      | Roompot-Charles               | + 11s    |
| 8. | Gabriel Cullaigh    | Team Wiggins Le Col           | + 11s    |
| 9. | Ethan Hayter        | Grã-Bretanha                  | + 11s    |
| 10. | Cyril Barthe        | Euskadi Basque Country-Murias | + 11s    |

### 2.ª etapa
| \| Classificação por etapas \| Classificação por etapas \| Classificação por etapas \| Classificação por etapas \| Classificação por etapas \| \| Ciclista \| Ciclista \| Equipe \| Tempo \| \| \| ------------------------ \| ------------------------ \| ----------------------------- \| ------------------------ \| ------------------------ \| \| 1. \| Rick Zabel \| Katusha-Alpecin \| 3h09m16s \| \| \| 2. \| Boy van Poppel \| Roompot-Charles \| + 0s \| \| \| 3. \| Christopher Lawless \| Team Ineos \| + 0s \| \| \| 4. \| Andrew Tennant \| Canyon DHB p/b Bloor Homes \| + 0s \| \| \| 5. \| Daniel McLay \| EF Education First \| + 0s \| \| \| 6. \| Andreas Stokbro \| Riwal Readynez \| + 0s \| \| \| 7. \| Jonas Van Genechten \| Vital Concept-B&B Hotels \| + 0s \| \| \| 8. \| Michael Rice \| Hagens Berman Axeon \| + 0s \| \| \| 9. \| Cyril Barthe \| Euskadi Basque Country-Murias \| + 0s \| \| \| 10. \| Connor Swift \| Madison Genesis \| + 0s \| \| |                     |                               |          |
| |                     |                               |          |
| Fonte: ProCyclingStats |                     |                               |          |
| Classificação por etapas |                     |                               |          |
| Ciclista | Ciclista            | Equipe                        | Tempo    |
| 1. | Rick Zabel          | Katusha-Alpecin               | 3h09m16s |
| 2. | Boy van Poppel      | Roompot-Charles               | + 0s     |
| 3. | Christopher Lawless | Team Ineos                    | + 0s     |
| 4. | Andrew Tennant      | Canyon DHB p/b Bloor Homes    | + 0s     |
| 5. | Daniel McLay        | EF Education First            | + 0s     |
| 6. | Andreas Stokbro     | Riwal Readynez                | + 0s     |
| 7. | Jonas Van Genechten | Vital Concept-B&B Hotels      | + 0s     |
| 8. | Michael Rice        | Hagens Berman Axeon           | + 0s     |
| 9. | Cyril Barthe        | Euskadi Basque Country-Murias | + 0s     |
| 10. | Connor Swift        | Madison Genesis               | + 0s     |

| \| Classificação geral \| Classificação geral \| Classificação geral \| Classificação geral \| Classificação geral \| \| Ciclista \| Ciclista \| Equipe \| Tempo \| \| \| ------------------- \| ------------------- \| ----------------------------- \| ------------------- \| ------------------- \| \| 1. \| Jesper Asselman \| Roompot-Charles \| 7h14m50s \| \| \| 2. \| Rick Zabel \| Katusha-Alpecin \| + 1s \| \| \| 3. \| Boy van Poppel \| Roompot-Charles \| + 5s \| \| \| 4. \| Filippo Fortin \| Cofidis, Solutions Crédits \| + 5s \| \| \| 5. \| Jacob Hennessy \| Canyon DHB p/b Bloor Homes \| + 5s \| \| \| 6. \| Jonas Van Genechten \| Vital Concept-B&B Hotels \| + 7s \| \| \| 7. \| Christopher Lawless \| Team Ineos \| + 7s \| \| \| 8. \| Kevin Vermaerke \| Hagens Berman Axeon \| + 7s \| \| \| 9. \| Thomas Stewart \| Canyon DHB p/b Bloor Homes \| + 7s \| \| \| 10. \| Cyril Barthe \| Euskadi Basque Country-Murias \| + 11s \| \| |                     |                               |          |
| |                     |                               |          |
| Fonte: ProCyclingStats |                     |                               |          |
| Classificação geral |                     |                               |          |
| Ciclista | Ciclista            | Equipe                        | Tempo    |
| 1. | Jesper Asselman     | Roompot-Charles               | 7h14m50s |
| 2. | Rick Zabel          | Katusha-Alpecin               | + 1s     |
| 3. | Boy van Poppel      | Roompot-Charles               | + 5s     |
| 4. | Filippo Fortin      | Cofidis, Solutions Crédits    | + 5s     |
| 5. | Jacob Hennessy      | Canyon DHB p/b Bloor Homes    | + 5s     |
| 6. | Jonas Van Genechten | Vital Concept-B&B Hotels      | + 7s     |
| 7. | Christopher Lawless | Team Ineos                    | + 7s     |
| 8. | Kevin Vermaerke     | Hagens Berman Axeon           | + 7s     |
| 9. | Thomas Stewart      | Canyon DHB p/b Bloor Homes    | + 7s     |
| 10. | Cyril Barthe        | Euskadi Basque Country-Murias | + 11s    |

### 3.ª etapa
| \| Classificação por etapas \| Classificação por etapas \| Classificação por etapas \| Classificação por etapas \| Classificação por etapas \| \| Ciclista \| Ciclista \| Equipe \| Tempo \| \| \| ------------------------ \| ------------------------ \| -------------------------------- \| ------------------------ \| ------------------------ \| \| 1. \| Alexander Kamp \| Riwal Readynez \| 3h23m24s \| \| \| 2. \| Christopher Lawless \| Team Ineos \| + 0s \| \| \| 3. \| Greg Van Avermaet \| CCC Team \| + 0s \| \| \| 4. \| Rasmus Tiller \| Dimension Data \| + 0s \| \| \| 5. \| Scott Thwaites \| Vitus Pro Cycling p/b Brother UK \| + 0s \| \| \| 6. \| Owain Doull \| Team Ineos \| + 0s \| \| \| 7. \| Matthew Holmes \| Madison Genesis \| + 0s \| \| \| 8. \| Andreas Stokbro \| Riwal Readynez \| + 0s \| \| \| 9. \| Nick van der Lijke \| Roompot-Charles \| + 0s \| \| \| 10. \| Jenthe Biermans \| Katusha-Alpecin \| + 0s \| \| |                     |                                  |          |
| |                     |                                  |          |
| Fonte: ProCyclingStats |                     |                                  |          |
| Classificação por etapas |                     |                                  |          |
| Ciclista | Ciclista            | Equipe                           | Tempo    |
| 1. | Alexander Kamp      | Riwal Readynez                   | 3h23m24s |
| 2. | Christopher Lawless | Team Ineos                       | + 0s     |
| 3. | Greg Van Avermaet   | CCC Team                         | + 0s     |
| 4. | Rasmus Tiller       | Dimension Data                   | + 0s     |
| 5. | Scott Thwaites      | Vitus Pro Cycling p/b Brother UK | + 0s     |
| 6. | Owain Doull         | Team Ineos                       | + 0s     |
| 7. | Matthew Holmes      | Madison Genesis                  | + 0s     |
| 8. | Andreas Stokbro     | Riwal Readynez                   | + 0s     |
| 9. | Nick van der Lijke  | Roompot-Charles                  | + 0s     |
| 10. | Jenthe Biermans     | Katusha-Alpecin                  | + 0s     |

| \| Classificação geral \| Classificação geral \| Classificação geral \| Classificação geral \| Classificação geral \| \| Ciclista \| Ciclista \| Equipe \| Tempo \| \| \| ------------------- \| ------------------- \| -------------------------------- \| ------------------- \| ------------------- \| \| 1. \| Christopher Lawless \| Team Ineos \| 10h38m15s \| \| \| 2. \| Alexander Kamp \| Riwal Readynez \| + 0s \| \| \| 3. \| Greg Van Avermaet \| CCC Team \| + 6s \| \| \| 4. \| Andreas Stokbro \| Riwal Readynez \| + 10s \| \| \| 5. \| Scott Thwaites \| Vitus Pro Cycling p/b Brother UK \| + 10s \| \| \| 6. \| Connor Swift \| Madison Genesis \| + 10s \| \| \| 7. \| Nick van der Lijke \| Roompot-Charles \| + 10s \| \| \| 8. \| Owain Doull \| Team Ineos \| + 10s \| \| \| 9. \| Edward Dunbar \| Team Ineos \| + 10s \| \| \| 10. \| Jenthe Biermans \| Katusha-Alpecin \| + 10s \| \| |                     |                                  |           |
| |                     |                                  |           |
| Fonte: ProCyclingStats |                     |                                  |           |
| Classificação geral |                     |                                  |           |
| Ciclista | Ciclista            | Equipe                           | Tempo     |
| 1. | Christopher Lawless | Team Ineos                       | 10h38m15s |
| 2. | Alexander Kamp      | Riwal Readynez                   | + 0s      |
| 3. | Greg Van Avermaet   | CCC Team                         | + 6s      |
| 4. | Andreas Stokbro     | Riwal Readynez                   | + 10s     |
| 5. | Scott Thwaites      | Vitus Pro Cycling p/b Brother UK | + 10s     |
| 6. | Connor Swift        | Madison Genesis                  | + 10s     |
| 7. | Nick van der Lijke  | Roompot-Charles                  | + 10s     |
| 8. | Owain Doull         | Team Ineos                       | + 10s     |
| 9. | Edward Dunbar       | Team Ineos                       | + 10s     |
| 10. | Jenthe Biermans     | Katusha-Alpecin                  | + 10s     |

### 4.ª etapa
| \| Classificação por etapas \| Classificação por etapas \| Classificação por etapas \| Classificação por etapas \| Classificação por etapas \| \| Ciclista \| Ciclista \| Equipe \| Tempo \| \| \| ------------------------ \| ------------------------ \| -------------------------------- \| ------------------------ \| ------------------------ \| \| 1. \| Greg Van Avermaet \| CCC Team \| 4h40m03s \| \| \| 2. \| Christopher Lawless \| Team Ineos \| + 0s \| \| \| 3. \| Edward Dunbar \| Team Ineos \| + 2s \| \| \| 4. \| Tom Slagter \| Dimension Data \| + 9s \| \| \| 5. \| James Shaw \| SwiftCarbon Pro Cycling \| + 9s \| \| \| 6. \| Matthew Holmes \| Madison Genesis \| + 9s \| \| \| 7. \| Alexander Kamp \| Riwal Readynez \| + 9s \| \| \| 8. \| Gabriel Cullaigh \| Team Wiggins Le Col \| + 12s \| \| \| 9. \| Jenthe Biermans \| Katusha-Alpecin \| + 12s \| \| \| 10. \| Scott Thwaites \| Vitus Pro Cycling p/b Brother UK \| + 12s \| \| |                     |                                  |          |
| |                     |                                  |          |
| |                     |                                  |          |
| Classificação por etapas |                     |                                  |          |
| Ciclista | Ciclista            | Equipe                           | Tempo    |
| 1. | Greg Van Avermaet   | CCC Team                         | 4h40m03s |
| 2. | Christopher Lawless | Team Ineos                       | + 0s     |
| 3. | Edward Dunbar       | Team Ineos                       | + 2s     |
| 4. | Tom Slagter         | Dimension Data                   | + 9s     |
| 5. | James Shaw          | SwiftCarbon Pro Cycling          | + 9s     |
| 6. | Matthew Holmes      | Madison Genesis                  | + 9s     |
| 7. | Alexander Kamp      | Riwal Readynez                   | + 9s     |
| 8. | Gabriel Cullaigh    | Team Wiggins Le Col              | + 12s    |
| 9. | Jenthe Biermans     | Katusha-Alpecin                  | + 12s    |
| 10. | Scott Thwaites      | Vitus Pro Cycling p/b Brother UK | + 12s    |

## Classificações finais
- As classificações finalizaram da seguinte forma:[4]

### Classificação geral
| \| Classificação geral \| Classificação geral \| Classificação geral \| Classificação geral \| Classificação geral \| \| Ciclista \| Ciclista \| Equipe \| Tempo \| \| \| ------------------- \| ------------------- \| -------------------------------- \| ------------------- \| ------------------- \| \| 1. \| Christopher Lawless \| Team Ineos \| 15h18m12s \| \| \| 2. \| Greg Van Avermaet \| CCC Team \| + 2s \| \| \| 3. \| Edward Dunbar \| Team Ineos \| + 11s \| \| \| 4. \| Alexander Kamp \| Riwal Readynez \| + 15s \| \| \| 5. \| James Shaw \| SwiftCarbon Pro Cycling \| + 25s \| \| \| 6. \| Matthew Holmes \| Madison Genesis \| + 25s \| \| \| 7. \| Tom Slagter \| Dimension Data \| + 25s \| \| \| 8. \| Scott Thwaites \| Vitus Pro Cycling p/b Brother UK \| + 28s \| \| \| 9. \| Connor Swift \| Madison Genesis \| + 28s \| \| \| 10. \| Nick van der Lijke \| Roompot-Charles \| + 28s \| \| |                     |                                  |           |
| |                     |                                  |           |
| Fonte: ProCyclingStats |                     |                                  |           |
| Classificação geral |                     |                                  |           |
| Ciclista | Ciclista            | Equipe                           | Tempo     |
| 1. | Christopher Lawless | Team Ineos                       | 15h18m12s |
| 2. | Greg Van Avermaet   | CCC Team                         | + 2s      |
| 3. | Edward Dunbar       | Team Ineos                       | + 11s     |
| 4. | Alexander Kamp      | Riwal Readynez                   | + 15s     |
| 5. | James Shaw          | SwiftCarbon Pro Cycling          | + 25s     |
| 6. | Matthew Holmes      | Madison Genesis                  | + 25s     |
| 7. | Tom Slagter         | Dimension Data                   | + 25s     |
| 8. | Scott Thwaites      | Vitus Pro Cycling p/b Brother UK | + 28s     |
| 9. | Connor Swift        | Madison Genesis                  | + 28s     |
| 10. | Nick van der Lijke  | Roompot-Charles                  | + 28s     |

### Classificação da montanha
| Classificação da montanha | Classificação da montanha | Classificação da montanha        | Classificação da montanha | Classificação da montanha |
| Ciclista                  | Ciclista                  | Equipe                           | Pontos                    |                           |
| ------------------------- | ------------------------- | -------------------------------- | ------------------------- | ------------------------- |
| 1.                        | Arnaud Courteille         | Vital Concept-B&B Hotels         | 18 pts                    |                           |
| 2.                        | Robert Scott              | Team Wiggins Le Col              | 12 pts                    |                           |
| 3.                        | Jacob Scott               | SwiftCarbon Pro Cycling          | 8 pts                     |                           |
| 4.                        | John Archibald            | Ribble Pro Cycling               | 5 pts                     |                           |
| 5.                        | Matthew Holmes            | Madison Genesis                  | 4 pts                     |                           |
| 6.                        | James Fouché              | Team Wiggins Le Col              | 4 pts                     |                           |
| 7.                        | Jan-Willem van Schip      | Roompot-Charles                  | 4 pts                     |                           |
| 8.                        | Jonathan Hivert           | Total Direct Énergie             | 4 pts                     |                           |
| 9.                        | Michael Mottram           | Vitus Pro Cycling p/b Brother UK | 3 pts                     |                           |
| 10.                       | Greg Van Avermaet         | CCC Team                         | 2 pts                     |                           |

### Classificação por pontos
| Classificação por pontos | Classificação por pontos | Classificação por pontos         | Classificação por pontos | Classificação por pontos |
| Ciclista                 | Ciclista                 | Equipe                           | Pontos                   |                          |
| ------------------------ | ------------------------ | -------------------------------- | ------------------------ | ------------------------ |
| 1.                       | Christopher Lawless      | Team Ineos                       | 35 pts                   |                          |
| 2.                       | Greg Van Avermaet        | CCC Team                         | 24 pts                   |                          |
| 3.                       | Alexander Kamp           | Riwal Readynez                   | 19 pts                   |                          |
| 4.                       | Jesper Asselman          | Roompot-Charles                  | 16 pts                   |                          |
| 5.                       | Rick Zabel               | Katusha-Alpecin                  | 16 pts                   |                          |
| 6.                       | Edward Dunbar            | Team Ineos                       | 14 pts                   |                          |
| 7.                       | Jacob Scott              | SwiftCarbon Pro Cycling          | 13 pts                   |                          |
| 8.                       | Filippo Fortin           | Cofidis, Solutions Crédits       | 12 pts                   |                          |
| 9.                       | Michael Mottram          | Vitus Pro Cycling p/b Brother UK | 10 pts                   |                          |
| 10.                      | Matthew Holmes           | Madison Genesis                  | 9 pts                    |                          |

### Classificação por equipas
| Classificação por equipes | Classificação por equipes | Classificação por equipes | Classificação por equipes |
| Equipe                    | Equipe                    | Tempo                     |                           |
| ------------------------- | ------------------------- | ------------------------- | ------------------------- |
| 1.                        | Ineos                     | 45h55m38s                 |                           |
| 2.                        | Riwal Readynez            | + 2m17s                   |                           |
| 3.                        | CCC Team                  | + 4m22s                   |                           |
| 4.                        | Roompot-Charles           | + 6m32s                   |                           |
| 5.                        | Team Wiggins Le Col       | + 6m54s                   |                           |

## Evolução das classificações
| Etapa                 | Vencedor              | Classificação geral | Classificação da montanha | Classificação por pontos | Classificação da combatividad | Classificação por equipas |
| --------------------- | --------------------- | ------------------- | ------------------------- | ------------------------ | ----------------------------- | ------------------------- |
| 1.ª                   | Jesper Asselman       | Jesper Asselman     | Jacob Hennessy            | Jesper Asselman          | Daniel Bigham                 | Roompot-Charles           |
| 2.ª                   | Rick Zabel            | Jesper Asselman     | Jacob Hennessy            | Boy van Poppel           | Jacob Scott                   | Reino Unido               |
| 3.ª                   | Alexander Kamp        | Christopher Lawless | Robert Scott              | Christopher Lawless      | John Archibald                | INEOS                     |
| 4.ª                   | Greg Van Avermaet     | Christopher Lawless | Arnaud Courteille         | Christopher Lawless      | Lucas Eriksson                | INEOS                     |
| Classificações finais | Classificações finais | Christopher Lawless | Arnaud Courteille         | Christopher Lawless      | não entregado                 | INEOS                     |

## UCI World Ranking
A Tour de Yorkshire outorgou pontos para o UCI World Ranking para corredores das equipas nas categorias UCI World Team, Profissional Continental e Equipas Continentais. A seguinte tabela são o barómetro de pontuação e os 10 corredores que obtiveram mais pontos:
| Posição             | 1.º | 2.º | 3.º | 4.º | 5.º | 6.º | 7.º | 8.º | 9.º | 10.º | 11.º | 12.º | 13.º | 14.º | 15.º | 16.º-30.º | 31.º-40.º |
| Classificação geral | 200 | 150 | 125 | 100 | 85  | 70  | 60  | 50  | 40  | 35   | 30   | 25   | 20   | 15   | 10   | 5         | 3         |
| Por etapa           | 20  | 10  | 5   |     |     |     |     |     |     |      |      |      |      |      |      |           |           |
| Líder               | 5   |     |     |     |     |     |     |     |     |      |      |      |      |      |      |           |           |

| Classificação |                     |                      |       |       |       |       |
| Posição       | Ciclista            | Equipa               | Geral | Etapa | Líder | Total |
| ------------- | ------------------- | -------------------- | ----- | ----- | ----- | ----- |
| 1.º           | Christopher Lawless | INEOS                | 200   | 25    | 5     | 230   |
| 2.º           | Greg Van Avermaet   | CCC                  | 150   | 25    | -     | 175   |
| 3.º           | Edward Dunbar       | INEOS                | 125   | 5     | -     | 130   |
| 4.º           | Alexander Kamp      | Riwal Readynez       | 100   | 20    | -     | 120   |
| 5.º           | James Shaw          | SwiftCarbon          | 85    | -     | -     | 85    |
| 6.º           | Matthew Holmes      | Madison Genesis      | 70    | -     | -     | 70    |
| 7.º           | Tom Slagter         | Dimension Data       | 60    | -     | -     | 60    |
| 8.º           | Scott Thwaites      | Vitus p/b Brother UK | 50    | -     | -     | 50    |
| 9.º           | Connor Swift        | Madison Genesis      | 40    | -     | -     | 40    |
| 10.º          | Nick van der Lijke  | Roompot-Charles      | 35    | -     | -     | 35    |